# Sint-Andreaskerk (Heerlerbaan)

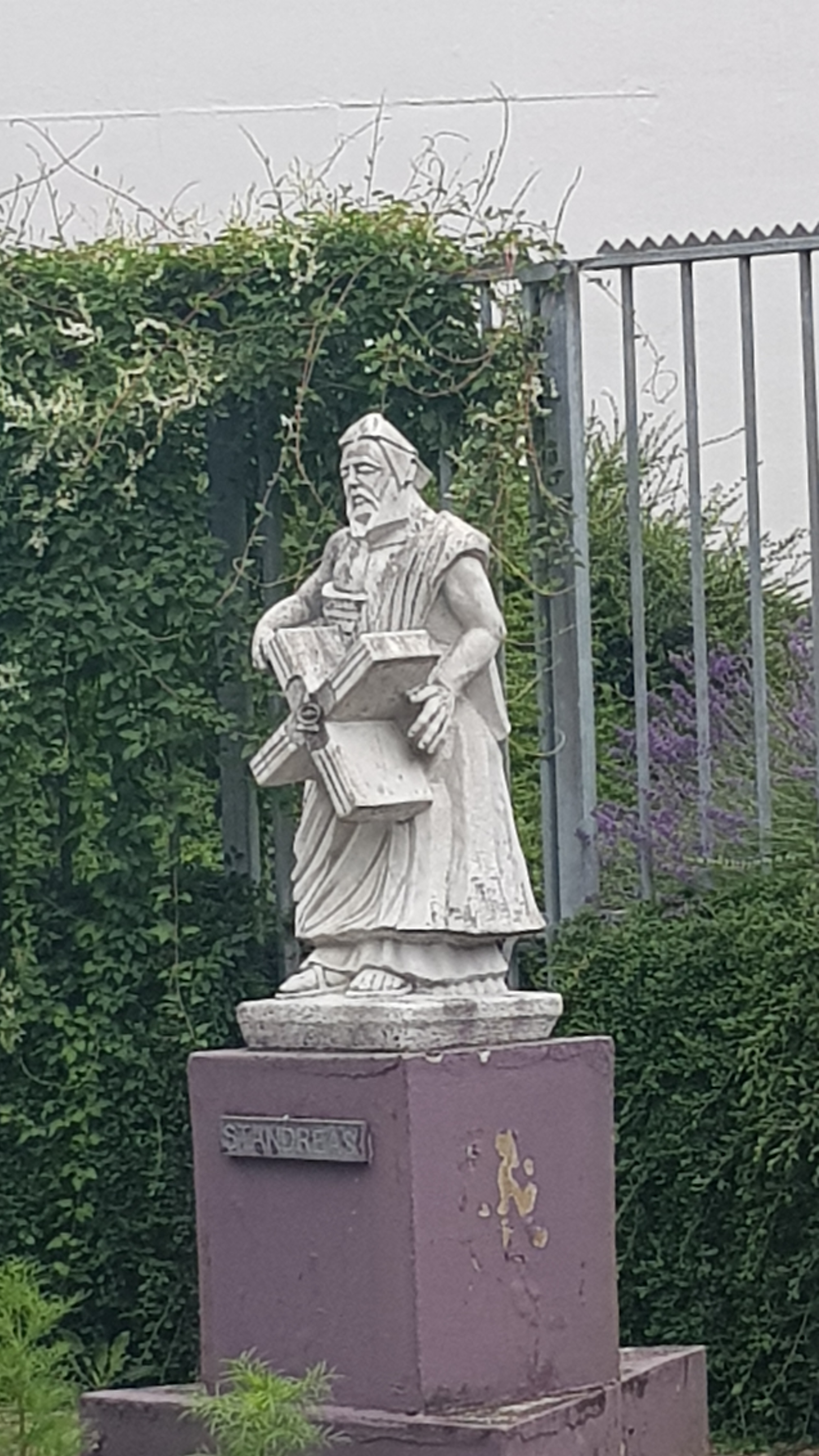
Het Andreasbeeld naast de kerk

De Sint-Andreaskerk is een rooms-katholiek kerkgebouw in de buurt Rukker-Bautsch, gelegen in het Heerlense stadsdeel Heerlerbaan, gelegen aan Palestinastraat 326.

## Geschiedenis
Uitbreidingen van Heerlerbaan deden de behoefte voelen om naast de reeds aanwezige Sint-Josephkerk nog een tweede kerk te bouwen.
Deze werd in 1977 ingezegend en was ontworpen door Laurens Bisscheroux. Het betrof een uitzonderlijke kerk, gelegen onder een kunstmatige heuvel en ingepast in het landschap. Dit refereerde aan het ondergrondse bestaan van de mijnwerkers uit de streek, en bovendien aan de parabel van de graankorrel in de aarde.
In 1984 werd een stalen klokkenstoel achter de kerk geplaatst.

## Gebouw
De kerk is gebouwd in beton en kubusvormig. Veel onderdelen vertonen een grote symboliek. Een buis leidt naar buiten en aldus wordt een uit plaatselijke löss vervaardigd beeld van Maria met Kind belicht (Mariaraam). Een ronde vijver ligt voor driekwart buiten, en voor een kwart binnen de kerk. Er is een sterke symboliek van de elementen aarde, water, lucht en vuur. Ook de kleurstelling, met name van het plafond, is bijzonder. De groepering van de stoelen, cirkelvormig om het altaar heen, en de twaalf lichtpalen om het altaar, en de lichtinval boven het altaar, vallen op.
Meer traditionalistisch is het Andreasbeeld dat de ingang van de kerk flankeert.